# قاسم الفهداوی
قاسم الفهداوی (عربی: قاسم محمد عبد حمادي الفهداوي؛ زادهٔ ۱ ژانویهٔ ۲۰۰۰) سیاستمدار اهل عراق است.